# Lilibeth Chacón
Lilibeth del Carmen Chacón García (San Rafael del Piñal, Táchira, 1 de marzo de 1992) es una ciclista profesional venezolana de pista y ruta.

## Palmarés en pista
| 2011 - Campeonato Panamericano de Ciclismo en Pista - Plata en Persecución por equipos - Oro en Carrera por puntos 2012 - Campeonato Panamericano de Ciclismo en Pista - Plata en Persecución por equipos - Oro en Scratch 2013 - Campeonato de Venezuela en Pista - Bronce en Scratch - Copa Gobernador de Carabobo, Venezuela - Bronce en Carrera por puntos - Bronce en Scratch - Juegos Bolivarianos - Oro en Persecución individual - Oro en Persecución por equipos 2014 - Copa Venezuela - Bronce en Scratch - Campeonato Panamericano de Ciclismo en Pista - Bronce en Persecución por equipos - Juegos Centroamericanos y del Caribe - Bronce en Carrera por puntos | 2016 - Campeonato de Venezuela en Pista - Oro Carrera por puntos - Plata en Persecución individual - Copa Gobernador de Carabobo, Venezuela - Plata Persecución individual - Oro en Carrera por puntos 2017 - Juegos Bolivarianos - Plata en Persecución por equipos - Oro en Persecución individual 2018 - Juegos Suramericanos - Bronce en Persecución por equipos (junto con Daniely García, Jennifer Cesar y Zuralmy Rivas) - Juegos Centroamericanos y del Caribe en Pista - Oro en Prueba por puntos |

## Palmarés en ruta
| 2011 - Juegos Deportivos Nacionales de Venezuela en Ruta - Juegos Deportivos Nacionales de Venezuela Contrarreloj 2012 - 3.ª en los Juegos Deportivos Nacionales de Venezuela en Ruta - 3.ª en la Copa Federación Venezolana de Ciclismo - 2.ª en el Clásico Corre por la Vida, Venezuela 2013 - 2.ª en el Campeonato de Venezuela Contrarreloj - Juegos Bolivarianos en Ruta 2014 - 3.ª en la Copa Federación Venezolana de Ciclismo - 3.ª en los Juegos Centroamericanos y del Caribe Contrarreloj 2016 - 2.ª en el Campeonato de Venezuela Contrarreloj - 2.ª en el Campeonato de Venezuela en Ruta - 1 etapa de la Vuelta a Colombia Femenina 2017 - Campeonato de Venezuela Contrarreloj - 3.ª en el Campeonato de Venezuela en Ruta - 3 etapas del Tour Femenino de Colombia - 3.ª en los Juegos Bolivarianos Contrarreloj - Juegos Bolivarianos en Ruta 2018 - 1 etapa de la Vuelta a Colombia Femenina | 2019 - Vuelta a Cundinamarca - Clásica Nacional Ciudad de Anapoima - Tour Femenino de Venezuela II, más 1 etapa - 2.ª en el Campeonato de Venezuela en Ruta 2021 - Vuelta al Tolima, más 3 etapas - Vuelta a Colombia Femenina, más 4 etapas 2022 - Campeonato Panamericano Contrarreloj - Campeonato de Venezuela Contrarreloj - 2.ª en el Campeonato de Venezuela en Ruta - 3.ª en los Juegos Bolivarianos Contrarreloj - 3.ª en los Juegos Suramericanos Contrarreloj 2023 - Vuelta Femenina a Guatemala, más 2 etapas - 2.ª en los Juegos Centroamericanos y del Caribe en Ruta - Campeonato de Venezuela Contrarreloj - Campeonato de Venezuela en Ruta - Vuelta a Colombia Femenina, más 1 etapa - Vuelta Femenina a Costa Rica, más 4 etapas 2024 - Vuelta a Colombia Femenina, más 1 etapa 2025 - Campeonato de Venezuela Contrarreloj |

## Resultados en Grandes Vueltas y Campeonatos del Mundo
Durante su carrera deportiva ha conseguido los siguientes puestos en las Grandes Vueltas femeninas y en los Campeonatos del Mundo en carretera:
| Carrera         | Carrera         | 2011 | 2012 | 2013 | 2014 | 2015 | 2016 | 2017 | 2018 | 2019 | 2020 | 2021 | 2022 | 2023 | 2024 |
| --------------- | --------------- | ---- | ---- | ---- | ---- | ---- | ---- | ---- | ---- | ---- | ---- | ---- | ---- | ---- | ---- |
|                 | Giro de Italia  | —    | —    | —    | —    | —    | —    | —    | 66.ª | —    | —    | —    | —    | —    | —    |
| Mundial en Ruta | Mundial en Ruta | 60.ª | 80.ª | Ab.  | —    | —    | —    | —    | —    | —    | —    | —    | —    | 75.ª | Ab.  |

—: no participa

Ab: abandono

## Equipos
- Bizkaia-Durango (2012-2013)
- Cycling Girls HYF Team (2016)
- Cycling Girls Team (2017)
- S.C. Michela Fanini (2018-2019)
- Merquimia-Proyecta Team (2021-)